# Balão de lado
Le Balão de lado (litt. "ballon de côté", en portugais), appelé aussi gravata alta (cravate haute), est une technique de projection utilisée en capoeira qui consiste à faire basculer son adversaire par-dessus la hanche après lui avoir tourné le dos, en l'attrapant avec un colar de força. Il ne faut pas oublier de fléchir les genoux quand on pivote et redresser les jambes vivement quand on se penche en avant pour faire basculer l'autre. Comme le disait Bimba, il n'y a pas de défense contre cette projection, ce qui rend la chute dangereuse.
Cette technique est similaire au "koshi guruma" en judo.
Le balão de lado est le deuxième balão de la cintura desprezada.